# Embaixada Africana
Embaixada Africana foi uma das primeiras entidades carnavalescas negras, então conhecidos como clubes negros, do carnaval de Salvador, município do estado brasileiro da Bahia. Esse afoxé surgiu em 1895.

## História
Seu fundador teria sido Mario Carpinteiro, do terreiro de Engenho Velho. Surgiram em um momento pós-abolição e os primeiros registros oficiais datam do final do século XIX. Foram as primeiras incursões para diminuir a intolerância religiosa assim como para conseguir seu espaço na sociedade. Pelo seu estilo de dança, indumentárias e sonoridade foram considerados como "candomblé de rua". Apesar disso, a Embaixada Africana queria divulgar a riqueza africana e não o afro-brasileiro praticante do candomblé.
Em 1897, a Embaixada Africana apresenta seu programa de desfile juntamente com um manifesto solicitando a reparação aos africanos pelos danos cometidos a eles no Levante dos Malês. Em 1898 e 1899, seus desfiles já eram um sucesso sendo relatados na imprensa. Manuel Querino e Nina Rodrigues foram os primeiros estudiosos a relatar as festas carnavalescas na Bahia e ao valorizarem os desfiles tanto da Embaixada Africana como do Pândegos da África, auxiliaram na aceitação pela sociedade. Outro fator que também contribuiu para isso foi possuir dirigentes com bom status social e contatos. A Embaixada Africana era um dos clubes negros mais ricos e que mais se destacava à época, juntamente com Pândegos da África. Eles souberam negociar com a elite carnavalesca, executando um "carnaval exuberante" sem esquecer de suas raízes africanas, sendo por fim, aceito. Desfilavam em exuberantes carros alegóricos, trajando belos figurinos.
Entretanto, àquela época, o carnaval de Salvador distinguia-se em dois grupos: os bailes em clubes, onde brancos e crioulos exaltavam o luxo, status social e não estavam ao alcance de todos, e os festejos de rua para a população. Os batuques e rodas de samba ainda sofriam críticas da sociedade e em 1902, foi solicitada autorização para realizar os desfiles de rua, porém, eles foram negados pelas autoridades, gerando uma discussão e mostrando os conflitos entre a elite branca e os negros libertos.